# Whatcom Peak
Der Whatcom Peak (7.574 ft (2.309 m)) ist ein Berg im North Cascades National Park im US-Bundesstaat Washington. Vom Gipfel aus 0,5 mi (0,8 km) nördlich fließen der  Challenger-Gletscher und der Whatcom-Gletscher von den Nordosthängen des Berges herab. Ein unbenannter Hanggletscher fließt von der Nordwestflanke des Berges zu Tal.:15

## Klima
Der Whatcom Peak liegt in der Klimazone der Marine Westcoast des westlichen Nord-Amerika.:15 Die meisten Wetterfronten stammen vom Pazifik und ziehen nordostwärts gegen die Kaskadenkette. Sowie die Fronten die North Cascades erreichen, werden sie gezwungen, aufzusteigen (Regenstau), was das Abregnen bzw. -schneien zur Folge hat. Im Ergebnis fallen auf die Westseite der North Cascades hohe Niederschlagsmengen, insbesondere im Winter in Form von Schnee.:15 Wegen des gemäßigten Klimas und der Nähe zum Pazifik fallen die Temperaturen westlich des Kaskaden-Hauptkamms sehr selten unter 0 °F (−18 °C) oder steigen über 80 °F (27 °C).:15 Während der Wintermonate ist der Himmel überwiegend bewölkt und bedeckt, aber aufgrund der Hochdruckgebiete über dem Pazifik gibt es in den Sommermonaten oft nur wenige oder gar keine Wolken.:16 Aufgrund des Seeklimas ist der Schnee eher nass und schwer, so dass die Lawinen-Gefahr hoch ist.:16